# Omophron obliteratum
Omophron obliteratum är en skalbaggsart som beskrevs av Horn. Omophron obliteratum ingår i släktet Omophron och familjen jordlöpare. Inga underarter finns listade i Catalogue of Life.